# Зоолошки врт Дака
Зоолошки врт Дака (бенг.:ঢাকা চিড়িয়াখান}) зоолошки је врт који налази се у Мирпуру у граду Дака, главном граду Бангладеша. Зоо врт садржи много изворних и неаутохтоних животиња и дивљачи, а прими око три милиона посетилаца сваке године.
Основан 1974. на површини од 75 хектара, представља највећи зоолошки врт у Бангладешу, а њиме управља Министарство рибарства и стоке. Зоо-врт привлачи око 10.000 посетилаца дневно док се тај број повећава током викенда и празницима.
Годишњи буџет зоолошког врта је 37,5 милиона таки, од чега је 25 милиона потрошено на храњење животиња.

## Историја
Дана 26. децембра 1950, Минисарство за пољопривреду, сарадњу и помоћ званично је прогласило да успоставља зоолошки врт у Даки. Отуда је зоо-врт првобитно био у близини Вишег суда где се могло видети неколико јелена, мајмуна и слонова. Зоолошки врт је касније пребачен на трг Курбан-Гах са више животиња. Касније је, 1961. године, настао одбор за правилно управљање зоолошким вртом, а након стицања животиња из унутрашњости државе и из страних земаља, зоолошки врт је свечано отворен на садашњој локацији 23. јуна 1974.

## Животиње
Зоолошки врт је тренутно дом за 2.150 животиња које чине 134 различите врсте.
Зоолошки врт садржи 58 врста сисара, међу којима су: слонови, гепарди, носорози, зебре, мочварне антилопе, видре, хијене, јелени, жирафе, импале, црни медведи, тапири, нилски коњи, лавови, многе врсте мајмуна, шимпанзе, павијани и бенгалски тигрови.
Волијере у зоолошком врту смештају више од 1500 птица које представљају 91 врста, међу којима су: паунови, афрички сиви папагаји, казуари, сове, нојеви, емуи, дивље патке, зебе, сове, лешинари и орлови. Два језера у зоолошком врту такође угосте селидбене водене птице сваке зиме.
Посетиоци могу видети и 13 врста гмизаваца, међу којима су змије и крокодили и 28 врста риба.

## Активности
У зоо-врту је доступно јахање слонова и коња.

## Критика
Након бројних животињских жртава 2009, кустос зоолошког врта и заменик кустоса су привремено суспендовани, а комисија је формирана да испита смрт. Администрација зоо-врта тврдила је да је главни проблем недостатак ветеринара (имали су само једног лекара) и да је већ затражено додатно ветеринарско особље.

## Галерија
- Носорог у Зоолошком врту Дака
- Водена чапља у Зоолошком врту Дака
- Импала у Зоолошком врту Дака
- Sarus crane